# Girardia arndti
Girardia arndti is een platworm (Platyhelminthes). De worm is tweeslachtig. De soort leeft in of nabij zoet water in Brazilië.
Het geslacht Girardia, waarin de platworm wordt geplaatst, wordt tot de familie Dugesiidae gerekend. De wetenschappelijke naam van de soort werd, als Dugesia arndti, voor het eerst geldig gepubliceerd in 1946 door Marcus.